# Arroyo Tordillos
El arroyo Tordillos es un curso de agua del interior de la península ibérica, afluente del Alberche por la derecha. Discurre por la provincia española de Toledo.

## Descripción
Discurre por la provincia de Toledo. Su curso, que sigue una dirección norte-sur, tiene origen en la unión de varios arroyos y termina desembocando en el Alberche junto a la localidad de Escalona. Aparece descrito en el decimoquinto volumen del Diccionario geográfico-estadístico-histórico de España y sus posesiones de Ultramar de Pascual Madoz de la siguiente manera:

TORDILLOS: arroyo en la prov. de Toledo, part. jud. de Escalona: se forma de los arroyos Labros que nace en término de Cadalso (Madrid), Pasadero, Fuentecilla y Tabalon, que se reunen entre las jurisd. de San Martin de Valdeiglesias y Almorox; su curso es constante de N. á S., entra en los térm. de Paredes y Escalona, y desemboca en el Alberche, cerca de la última v. Al reunirse Tabalon tiene un puente titulado Barquillas, de piedra, con un ojo y 5 varas de elevacion; poco antes 2 molinos harineros y varios huertos y linares, que se riegan dirigiendo sus aguas por cauces bastante costosos, por lo pedregoso del terreno; en el camino de Almorox á Cenicientos hay otro puente de madera, construido por un vec. del primer pueblo, para dar paso á un molino harinero que sobre el mismo existe, y en el camino de Escalona á Villa del Prado y Almorox, poco antes de su desagüe, existe otro, mitad de piedra y mitad de madera, para la comunicación entre estas vi.
(Madoz, 1849, p. 28)

Perteneciente a la cuenca hidrográfica del Tajo, sus aguas acaban vertidas en el océano Atlántico.